# Liste der Hochhäuser in Düsseldorf

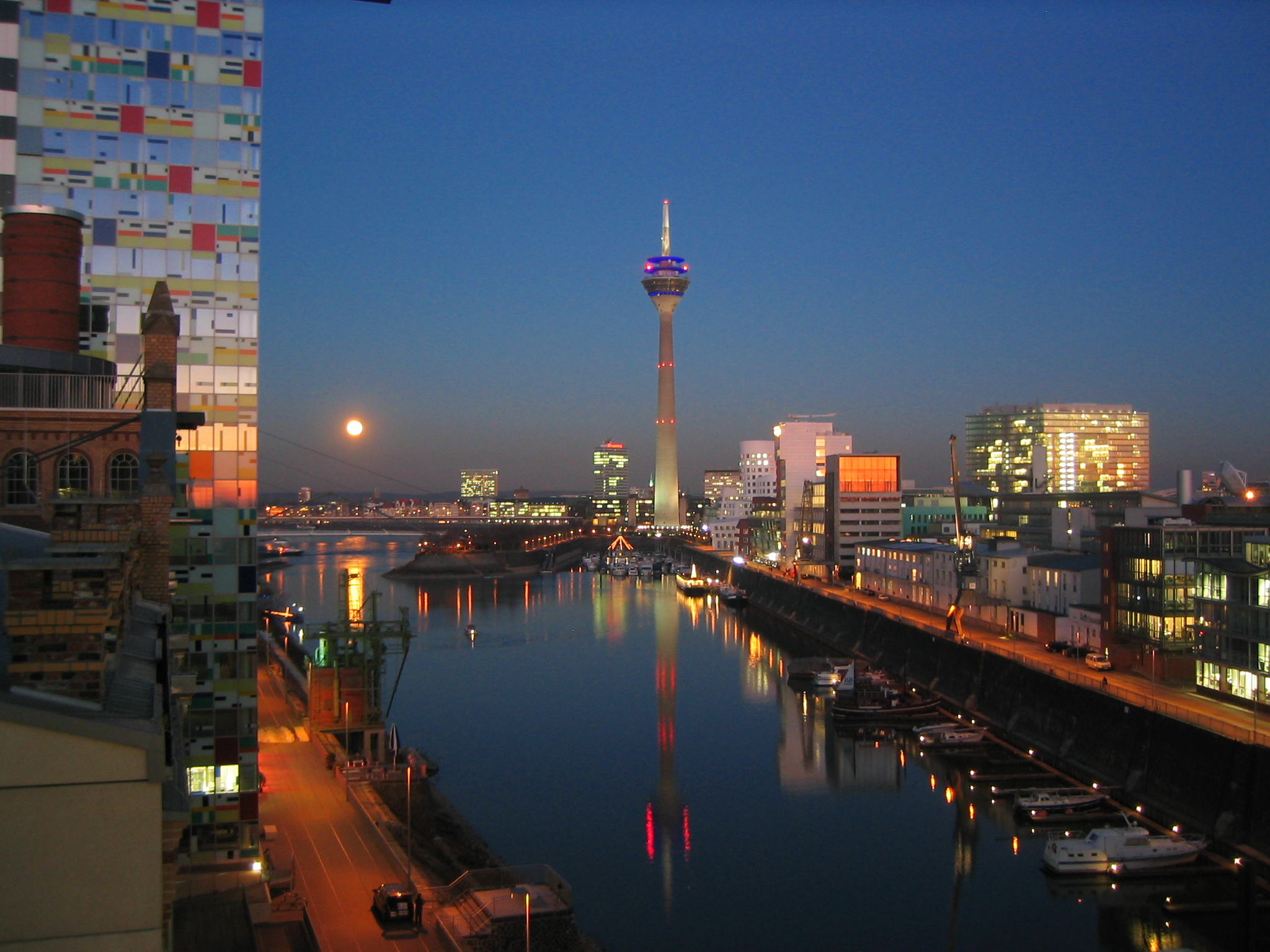
Der Medienhafen und weitere Teile des Düsseldorfer Stadtbildes werden durch Hochhäuser geprägt.

Die Liste der Hochhäuser in Düsseldorf gibt eine Übersicht über die vorhandenen und geplanten Hochhäuser der nordrhein-westfälischen Landeshauptstadt Düsseldorf. Sie führt alle Hochhäuser auf, die eine Höhe von 50 Metern ohne Aufbauten erreichen oder überschreiten.
Im Jahr 2004 erarbeitete die Stadt Düsseldorf einen Rahmenplan zur Hochhausentwicklung.

## Erläuterung
Die Liste gibt darüber Auskunft,
- welche Namen das Gebäude führt,
- in welchem Stadtteil sich das Gebäude befindet,
- wo sich das Gebäude befindet (Karte),
- welches die vorrangige Nutzung ist,
- wann das Gebäude eröffnet wurde,
- welche Höhe das Gebäude erreicht,
- über wie viele Etagen es verfügt,
- wer der planende Architekt war und
- wie das Gebäude aussieht (Bild).

## Bestehende Hochhäuser
| Nr. | Gebäude | Lage                                        | Nutzung                                                                  | Eröffnet                              | Höhe in m | Etagen | Architekt(en)                                                                        | Bild |
| --- | --- | ------------------------------------------- | ------------------------------------------------------------------------ | ------------------------------------- | --------- | ------ | ------------------------------------------------------------------------------------ | ---- |
| 1   | ARAG-Tower | Düsseltal, ARAG-Platz 1 51° 15′ N, 6° 48′ O | Europazentrale der ARAG-Versicherung                                     | 2000                                  | 125       | 32     | Foster + Partners Rhode Kellermann Wawrowsky                                         |      |
| 2   | LVA-Hauptgebäude | Friedrichstadt, Königsallee 71              | Sitz der Deutschen Rentenversicherung Rheinland                          | 1976                                  | 123       | 29     | Harald Deilmann                                                                      |      |
| 3   | Victoria-Haus | Pempelfort, Victoriaplatz 1                 | Sitz der ERGO Versicherung                                               | 1998                                  | 108       | 29     | HPP Architekten                                                                      |      |
| 4   | Dreischeibenhaus (früher auch Thyssen-Haus)                                                                                     | Stadtmitte, August-Thyssen-Straße 1         | Büros                                                                    | 1960                                  | 94        | 26     | HPP Architekten                                                                      |      |
| 5   | GAP 15 | Carlstadt, Graf-Adolf-Platz 15              | Büros                                                                    | 2005                                  | 90        | 24     | JSK                                                                                  |      |
| 6   | Vodafone-Hochhaus (ehemals Mannesmann-Hochhaus)                                                                                 | Carlstadt, Mannesmannufer 2                 | Sitz NRW-Ministerium für Wirtschaft                                      | 1955                                  | 89        | 25     | Paul Schneider-Esleben Egon Eiermann                                                 |      |
| 7   | Sky-Office | Golzheim, Kennedydamm 24                    | Büros                                                                    | 2009                                  | 89        | 23     | Ingenhoven Associates                                                                |      |
| 8   | SIGN! | Hafen, Speditionstraße 1–3                  | Büros                                                                    | 2010                                  | 76        |        | Helmut Jahn                                                                          |      |
| 9   | Vodafone-Campus | Heerdt                                      | Europazentrale von Vodafone                                              | 2012                                  | 75        | 18     | HPP Architekten                                                                      |      |
| 10  | Stadttor | Unterbilk, Stadttor 1                       | Büros, Staatskanzlei des Landes Nordrhein-Westfalen                      | 1998                                  | 75        | 20     | Petzinka Pink Architekten                                                            |      |
| 11  | Erweiterungsbau Landeszentralbank                                                                                               | Stadtmitte, Berliner Allee                  | Sitz der Hauptverwaltung in Nordrhein-Westfalen der Deutschen Bundesbank | 1987                                  | 74        | 26     |                                                                                      |      |
| 12  | Stadtsparkasse Düsseldorf | Stadtmitte, Berliner Allee 33               | Büros                                                                    | 1960–1964, 2000                       | 72        | 19     | Pfennig & Sieverts, Roskotten & Kraemer Entwurfsänderung 2000: Ingenhoven Associates |      |
| 13  | IT.NRW | Golzheim, Mauerstraße 51                    | Büros                                                                    | 1976                                  | 72        |        | Gottfried Böhm                                                                       |      |
| 14  | Pandion-Home-Office | Unterbilk, Völklinger Straße 2              | Büros                                                                    | 2024                                  | 70        | 16     |                                                                                      |      |
| 15  | Portobello-Haus | Unterbilk, Ernst-Gnoß-Straße 22             | Wohnungen                                                                | 2003                                  | 70        | 20     | Döring Dahmen Joeressen Architekten                                                  |      |
| 16  | White Max | Lörick, Emanuel-Leutze-Straße 1             | Wohnungen                                                                | 1975 (2014 renoviert)                 | 70        | 19     |                                                                                      |      |
| 17  | RKM 740 Tower | Heerdt                                      | Wohnungen und Klinik                                                     | 2020/21                               | 70        | 19     | Jürgen Mayer H.                                                                      |      |
| 18  | Apollo-Hochhaus | Friedrichstadt, Adersstraße                 | Büros                                                                    | 1967                                  | 69        | 18     | M. Gandken, H.P. Jensen                                                              |      |
| 19  | Pressehaus Rheinische Post | Heerdt, Zülpicher Straße                    | Sitz der Redaktion der Rheinischen Post                                  | 1991                                  | 68        | 14     |                                                                                      |      |
| 20  | Media Tower | Hafen, Holzstraße 2–4                       | Büros                                                                    | 2005                                  | 67        | 19     | Prof. Findeisen & Wächter GmbH, Köln                                                 |      |
| 21  | Hafenspitze 1 | Hafen, Speditionstraße 19                   | Hyatt-Hotel                                                              | 2010                                  | 65        | 19     | JSK                                                                                  |      |
| 22  | Hafenspitze 2 | Hafen, Speditionstraße 21                   | Büros                                                                    | 2010                                  | 65        | 19     | JSK                                                                                  |      |
| 23  | 25 Hours Hotel | Stadtmitte, Louis-Pasteur-Platz 1           | Hotel                                                                    | 2018                                  | 65        | 19     | HPP Architekten                                                                      |      |
| 24  | DOCK | Unterbilk, Kaistraße 2                      | Büros                                                                    | 2002                                  | 63        | 16     | Jo Coenen                                                                            |      |
| 25  | Colorium | Hafen, Speditionstraße 9                    | Büros                                                                    | 2001                                  | 62        | 18     | William Allen Alsop                                                                  |      |
| 26  | Sternhaus | Golzheim, Kaiserswerther Straße 115         | Wohnungen, Multifunktion                                                 | 1972                                  | 61        | 18     | HPP Architekten                                                                      |      |
| 27  | Lindner Congress Hotel | Lörick, Emanuel-Leutze-Straße 17            | Hotel                                                                    | 1974                                  | 61        | 19     | Dansard, Hellenkamp, Kalenborn und Partner                                           |      |
| 28  | Pandion d’Or | Stadtmitte, Toulouser Allee 9               | Wohnungen                                                                | 2015                                  | 61        | 18     | HPP Architekten                                                                      |      |
| 29  | Seestern Tower | Lörick, Niederkasseler Lohweg               | Büros                                                                    | 2002                                  | 60        | 15     | Hermann + Engels Architekten BDA, Köln                                               |      |
| 30  | Niederkasseler Lohweg Düsseldorf                                                                                                | Lörick, Niederkasseler Lohweg 20            | Wohnungen                                                                | 2022                                  | 60        | 19     | Lengfeld & Wilisch                                                                   |      |
| 31  | Le Grand | Stadtmitte, Toulouser Allee 21              | Wohnungen                                                                | 2017                                  | 60        | 19     | HPP Architekten + Hadi Teherani Architects                                           |      |
| 32  | Eclipse | Golzheim, Georg-Glock-Straße 22             | Büros                                                                    | 2022                                  | 60        | 19     | UNStudio                                                                             |      |
| 33  | Ciel et Terre | Stadtmitte, Toulouser Allee 15              | Wohnungen                                                                | 2017                                  | 60        | 18     | Molestina Architekten                                                                |      |
| 34  | L’Oréal Deutschland (Horizon)                                                                                                   | Derendorf, Johannstraße 1                   | Büros                                                                    | 2017                                  | 60        | 16     | HPP Architekten                                                                      |      |
| 35  | Dreicubenhaus | Stadtmitte, Kaiserstraße 48–50              | Büros                                                                    | 1970                                  | 60 ca.    | 18     | Wohnungsbaugesellschaft Schmitz KG                                                   |      |
| 36  | RWI4 | Unterbilk, Völklinger Straße 4              | Büros, Gewerbe                                                           | 1974                                  | 60        | 14     | HPP                                                                                  |      |
| 37  | MyHive Medienhafen | Hafen, Kesselstraße 3                       | Büros                                                                    | 2024                                  | 60        | 16     | slapa oberholz pszczulny \| sop Architekten                                          |      |
| 38  | WinWin Turm 1 (Südturm) | Hafen, Speditionstraße 6                    | Wohnungen                                                                | 2021                                  | 60        | 20     |                                                                                      |      |
| 39  | WinWin Turm 2 (Nordturm) | Hafen, Speditionstraße 6                    | Wohnungen                                                                | 2021                                  | 60        | 20     |                                                                                      |      |
| 40  | Stadtverwaltung Düsseldorf | Oberbilk, Ludwig-Erhard-Allee 15            | Büros                                                                    | 1987                                  | 59        |        |                                                                                      |      |
| 41  | Ministerium für Kinder, Familie, Flüchtlinge und Integration NRW (Gebäude wird saniert; Ausweichquartier des MKFFI ist im RWI4) | Carlstadt, Haroldstraße 4                   | Büros                                                                    | 1967                                  | 58        | 17     | Staatshochbauamt                                                                     |      |
| 42  | The Crown (ehemals Galeria Kaufhof-Verwaltungsgebäude)                                                                          | Stadtmitte, Berliner Allee 52               | Hotel und Einzelhandel                                                   | 1965 (2018 umgebaut)                  | 58        | 12     | RKW Rhode Kellermann Wawrowsky Architektur (Umbau)                                   |      |
| 43  | Wilhelm-Marx-Haus | Altstadt, Heinrich-Heine-Allee              | Büros, Theater, Einzelhandel                                             | 1924                                  | 57        | 13     | Wilhelm Kreis                                                                        |      |
| 44  | DUO Tower | Flingern Nord, Luise-Rainer-Straße 5–11     | Büros                                                                    | 1995 (2013 renoviert, 2024 saniert)   | 67        | 18     |                                                                                      |      |
| 45  | Immermann-Tower (Dommelhaus) | Stadtmitte, Immermannstraße 40              | Büros                                                                    | 1954–1956 (1987 und 2010 saniert)     | 58        | 16     | Wilhelm Dommel (Will Dommel)                                                         |      |
| 46  | Sparda-Bank West | Oberbilk, Willi-Becker-Allee 6–8            | Büros                                                                    | 1987                                  | 55 ca.    |        |                                                                                      |      |
| 47  | Uerdinger Straße 64 | Golzheim, Uerdinger Straße 64               | Büros, Wohnungen                                                         |                                       | 55 ca.    |        |                                                                                      |      |
| 48  | PANDION FRANCIS | Stadtmitte, Immermannstraße 20              | Büros                                                                    | 2020                                  | 53,80     | 14     | roemerpartner                                                                        |      |
| 49  | Verwaltungsgebäude Messe Düsseldorf                                                                                             | Stockum, Stockumer Kirchstraße 61           | Büros                                                                    | 1971                                  | 52,0      | 14     |                                                                                      |      |
| 50  | LYGHT Düsseldorf | Golzheim, Georg-Glock-Straße 13–14          | Büros                                                                    | 1979 (2024 umgebaut und modernisiert) | 51,2      | 14     | caspar.schmitzmorkramer gmbh                                                         |      |
| 51  | B1 | Golzheim, Bennigsen-Platz 1                 | Büros                                                                    | 1974 (2009 modernisiert)              | 51,0      | 11     |                                                                                      |      |
| 52  | THREE GEORGE | Golzheim, Georg-Glock-Straße 3              | Büros                                                                    | 1978 (2016 modernisiert)              | 50,00     | 12     |                                                                                      |      |
| 53  | Bonneshof 30 | Golzheim, Bonneshof 30                      | Wohnungen                                                                | 2021                                  | 50 ca.    | 14     |                                                                                      |      |

## Geplante oder in Bau befindliche Hochhäuser
| Nr. | Gebäude                  | Lage         | Nutzung                                   | Eröffnet    | Höhe in m | Etagen | Architekt(en)                               | Bild |
| --- | ------------------------ | ------------ | ----------------------------------------- | ----------- | --------- | ------ | ------------------------------------------- | ---- |
| 1   | Phönix Tower             | Düsseltal    | Wohnungen                                 | Angekündigt | 120       | 35     |                                             |      |
| 2   | Twist                    | Golzheim     | Büros                                     | geplant     | 117,80    | 26     | kadawittfeldarchitektur                     |      |
| 3   | Hochhaus am Hauptbahnhof | Stadtmitte   | Büros                                     | geplant     | 115       |        |                                             |      |
| 4   | Technisches Rathaus      | Oberbilk     | Büros                                     | geplant     | 110       | 30     |                                             |      |
| 5   | Finanzministerium I      | Carlstadt    | Büros                                     | angekündigt | 107       |        |                                             |      |
| 6   | Tadao Ando Tower         | Düsseltal    | Wohnungen, Büros                          | geplant     | 105       | 34     | Tadao Ando                                  |      |
| 7   | NRW Bank                 | Carlstadt    | Büros                                     | angekündigt | 100       |        |                                             |      |
| 8   | Finanzministerium II     | Carlstadt    | Büros                                     | angekündigt | 100       |        |                                             |      |
| 9   | Gateway                  | Golzheim     | Büros                                     | angekündigt | 92        | 24     |                                             |      |
| 10  | Hochhaus im Belsenpark   | Oberkassel   | Wohnungen, Büros                          | angekündigt | 90        | 26     |                                             |      |
| 11  | Vierscheibenhaus         | Golzheim     | Büros                                     | geplant     | 80        | 24     |                                             |      |
| 12  | Uniq Towers              | Unterbilk    | Einzelhandel, Gastronomie und Büronutzung | im Bau      | 72,25     | 18     | Christoph Ingenhoven                        |      |
| 13  | Alea Offices             | Golzheim     | Büros                                     | geplant     | 70        | 18     | jsk architekten                             |      |
| 14  | Nordstern                | Mörsenbroich | Büros                                     | geplant     | 70        | 18     |                                             |      |
| 15  | Zech Haus                | Hafen        | Büros                                     | geplant     | 70 ca.    | 17     |                                             |      |
| 16  | YRDS                     | Düsseltal    | Büros                                     | geplant     | 60        | 16     | slapa oberholz pszczulny \| sop architekten |      |
| 17  | Grand Central 1          | Oberbilk     | Wohnungen                                 | geplant     | 60        | 18     | Jürgen Mayer H.                             |      |
| 18  | Grand Central 2          | Oberbilk     | Wohnungen                                 | geplant     | 60        | 18     |                                             |      |
| 19  | Grand Central 3          | Oberbilk     | Wohnungen                                 | geplant     | 60        | 18     |                                             |      |
| 20  | Finanzministerium III    | Carlstadt    | Büros                                     | angekündigt | 50        |        |                                             |      |

## Weiterführende Informationen